# Yarrabah Shire
Koordinaten: 16° 55′ S, 145° 52′ O

Das Aboriginal Shire of Yarrabah ist ein lokales Verwaltungsgebiet (LGA) im australischen Bundesstaat Queensland. Das Gebiet ist 159 km² groß und hat etwa 2500 Einwohner.

## Geografie
Das Shire besteht aus einem langen Küstenstreifen östlich von Cairns. Einzige Siedlung ist Yarrabah im Norden der LGA.

## Geschichte
1892 gründete der anglikanische Priester John Gribble am Cape Grafton eine Aborigines-Mission. 1904 wurden die Ureinwohner von K’gari (der damaligen Fraser Island) hierher zwangsumgesiedelt. Bis 1960 verwaltete die Kirche die Siedlung, dann ging sie an den Staat. 1987 wurde das Land treuhänderisch an die Aborigines übergeben und unter lokale Selbstverwaltung gestellt.

## Verwaltung
Der Yarrabah Council hat fünf Mitglieder. Der Mayor (Bürgermeister) und vier weitere Councillor werden von allen Bewohnern des Shires gewählt. Die LGA ist nicht in Wahlbezirke unterteilt.